# 8.2千年事件

格陵兰中部冰芯重建的温度

8.2千年事件是发生在8,200年之前，或者说公元前6,200年的全球气温突然下降。持续了2-4个世纪。比之前的新仙女木期的降温要温和，但是比之后的小冰河期降温要猛烈得多。8.2千年事件是全新世气候最佳期的一个意外。在这一事件中，大气中的甲烷下降了80 ppb或者说15%。
1960年，瑞士植物学家Heinrich Zoller首先辨识出这一气候事件，称之为Misox oscillation。在挪威称之为Finse event。 Bond等人认为8.2千年事件与1,500年气候周期有关，称之为“Bond event 5”。
最强的证据出自北大西洋地区；气候的突然转折清楚地记录在格陵兰的冰芯与北大西洋的沉积物中。在南极洲与南美的指示不明显。这是全球性的变化，海平面变化尤为显著。
8.2千年事件可能是北美的勞倫臺德冰蓋最后的融水所造成，最可能是冰盖融水湖——Ojibway冰融湖与Agassiz冰融湖突然崩溃注入了北大西洋（同类事件造成了Missoula洪水，产生了Channeled scablands与哥伦比亚河盆地）。冰融水的冲击影响了北大西洋的溫鹽環流，降低了向北的热量输送，造成北大西洋降温。降温幅度为1-5 °C。在格陵蘭，這一事件開始於西元前6225±30年，20年內降溫3.3 °C，最冷时段持续了60年，总持续150年。印度尼西亚的古珊瑚礁钻探取样表明，热带地区降温了3 °C。这一事件也导致了全球CO2在三百年时间里下降25ppm。 
北非变得更为干旱。东非经历了5个世纪的大旱。在西亚，特别是美索不达米亚，造成了300年的干旱寒冷，迫使当地人发展了灌溉农业、城市与阶级的出现。但是这些多世纪跨度的变化难以与格陵兰100多年的冰芯数据直接关联起来。 
最初的冰融水冲击造成了海平面上升了0.5-4米。根据对冰盖与冰融湖的体积的估计，造成了0.4-1.2米的海平面上升。根据现代河流三角洲之下沉积物的分析，8.2千年事件造成了冰后海平面正常上升之外的额外的2-4米升高。

## 参見
- 小冰期
- 新仙女木期
- 5.9千年事件
- 4.2千年事件